# Gianni Letta

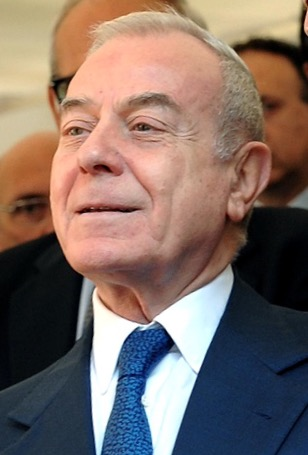
Gianni Letta

Gianni Letta (* 15. April 1935 in Avezzano, Provinz L’Aquila) ist ein italienischer Politiker der Forza Italia (ab 2008 Popolo della Libertà), Jurist und Journalist. In allen Regierungen Silvio Berlusconis war er ranghöchster Sekretär des italienischen Ministerrats beim Ministerratspräsidium (Mai 1994 – Januar 1995, Juni 2001 – Mai 2006, Mai 2008 – November 2011).

## Politische Karriere
Nach seinem Jurastudium widmete sich Letta nach ein paar Jahren Anwaltstätigkeit dem Journalismus und arbeitete für einige Tageszeitungen, für RAI und ANSA als Korrespondent in der abruzzesischen Regionalhauptstadt L’Aquila.
Seit 1958 war er Redakteur der römischen Tageszeitung Il Tempo, deren Leitung er von 1973 bis 1987 übernahm. Danach wurde er in Berlusconis Medien-Holding Fininvest als Manager und Publizist engagiert und war dort vor allem für das politische und kulturelle Programm des Fernsehsenders Canale 5 zuständig.
Nach dem Wahlsieg des Mitte-rechts-Bündnisses Polo delle Libertà holte ihn Berlusconi im Mai 1994 als Staatssekretär und wichtigsten Koordinator der Regierungsarbeit in seinen Amtssitz Palazzo Chigi. Auch nach dem Sturz der ersten Berlusconi-Regierung blieb er an der Seite des Medien-Unternehmers und spielte vor allem ab 1997 in der Bicamerale, der parlamentarischen Kommission für konstitutionelle Reformen, eine maßgebliche Rolle. Ein entscheidender Einfluss wird ihm auch bei der Neubildung des Mitte-rechts-Bündnisses als Casa delle Libertà gegen Ende der 1990er-Jahre zugeschrieben.
Von 2001 bis 2006 und im Mai 2008 kehrte er nach Berlusconis Wahlsiegen in das Amt des Staatssekretärs und Chefkoordinators der italienischen Regierung zurück. Als das Regierungslager die Parlamentswahlen 2006 knapp verlor, schlug ihn Berlusconi im Mai 2006 bei der Neuwahl des Staatspräsidenten als Nachfolger von Carlo Azeglio Ciampi vor. Nach vier Wahlgängen unterlag er jedoch Giorgio Napolitano, dem Kandidaten der Mitte-links-Koalition. Das beste Ergebnis hatte er dabei im ersten Wahlgang erzielt (369 von 673 erforderlichen Stimmen).

## Ehrungen und Auszeichnungen

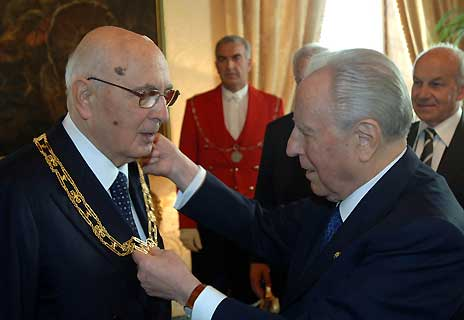
Die Präsidenten Napolitano und Ciampi bei der Übergabe des Gran Cordone

- Italien: Großkreuzritter des Verdienstordens der Italienischen Republik (2002)
- Vatikanstadt: Ritter-Großkreuz des päpstlicher Verdienstorden (2005)
- Vatikanstadt: Gentiluomo di Sua Santità (2008)
- Frankreich: Ritter des Ordens der Ehrenlegion (2009)
- Italien: Goldenes Halsband für sportliche Verdienste (2015)

## Trivia
In Alberto Sordis Film Ich weiß, daß du weißt, daß ich weiß (1982) spielt Gianni Letta sich selbst in einer Nebenrolle.
Sein Neffe Enrico Letta, der dem gegnerischen Mitte-links-Lager angehört, übernahm beim Machtwechsel im Mai 2006 sein Amt als Staatssekretär beim Ministerratspräsidium, als Romano Prodi die Regierung bildete: er war von April 2013 bis Februar 2014 italienischer Ministerpräsident.